# Badminton na Letniej Uniwersjadzie 2011
Badminton na Letniej Uniwersjadzie 2011 został rozegrany w dniach 16 - 22 sierpnia 2011. Do rozdania było 6 kompletów medali. Areną zmagań zawodników i zawodniczek była The Gymnasium of Shenzhen Institute of Information Technology.

## Tabela medalowa
| Klasyfikacja medalowa |                  |       |        |      |       |
| Pozycja               | Państwo          | Złoto | Srebro | Brąz | Razem |
| 1                     | Tajlandia        | 2     | 0      | 3    | 5     |
| 2                     | Korea Południowa | 2     | 0      | 0    | 2     |
| 3                     | Chińskie Tajpej  | 1     | 4      | 4    | 9     |
| 4                     | Indonezja        | 1     | 0      | 2    | 3     |
| 5                     | Chiny            | 0     | 2      | 2    | 4     |
| 6                     | Japonia          | 0     | 0      | 1    | 1     |
| Razem                 | Razem            | 6     | 6      | 12   | 24    |

## Medaliści

### Mężczyźni
| Konkurencja:   | Złoto:                                      | Srebro:                                         | Brąz:                                                                                             |
| Gra pojedyncza | Suppanyu Avihingsanon                       | Wen Kai                                         | Takuma Ueda Hsueh Hsuan-yi                                                                        |
| Gra podwójna   | Tajlandia · Bodin Isara · Maneepong Jongjit | Chińskie Tajpej · Fang Chieh-min · Lee Sheng-mu | Indonezja · Rendy Sugiarto · Afiat Yuris Wiarawan · Chińskie Tajpej · Liao Min-chun · Wu Chun-wei |

### Kobiety
| Konkurencja:   | Złoto:                                       | Srebro:                                           | Brąz:                                                                                              |
| Gra pojedyncza | Cheng Shao-chieh                             | Pai Hsiao-ma                                      | Liu Fanghua Shi Xiaoqian                                                                           |
| Gra podwójna   | Korea Południowa · Eom Hye-won · Chang Ye-na | Chińskie Tajpej · Pai Hsiao-ma · Cheng Shao-chieh | Tajlandia · Nessara Somsri · Savitree Amitrapai · Chińskie Tajpej · Hsieh Pei-chen · Wang Pei-rong |

### Mieszane
| Konkurencja:  | Złoto: | Srebro: | Brąz: |
| Gra podwójna  | Korea Południowa · Eom Hye-won · Shin Baek-cheon | Chińskie Tajpej · Hsieh Pei-chen · Lee Sheng-mu                                                                            | Indonezja · Shendy Puspa Irawati · Ricky Widianto · Tajlandia · Savitree Amitrapai · Maneepong Jongjit |
| Gra zespołowa | Indonezja · Hera Desi Ana Rachmawati · Afiat Yuris Wirawan · Bellaetrix Manuputty · Senatria Agus Setia Putra · Rian Agung Saputro · Jenna Gozali · Angga Pratama · Rendy Sugiarto · Shendy Puspa Irawati · Komala Dewi · Ricky Widianto | Chiny · Tao Xun · Wen Kai · Lin Qing · Chen Yulu · Hu Wenqing · Liu Fanghua · Shi Xiaoqian · Li Tian · Ye Aoting · Chen Ni | Chińskie Tajpej · Chang Hsin-yun · Lai Chia-wen · Wang Pei-rong · Cheng Shao-chieh · Pai Hsiao-ma · Lee Sheng-mu · Liao Min-chun · Hsieh Pei-chen · Hsueh Hsuan-yi · Fang Chieh-min · Chou Tien-chen · Wu Chun-wei · Tajlandia · Suppanyu Avihingsanon · Bodin Isara · Maneepong Jongjit · Prinyawat Thongnuam · Nitchaon Jindapol · Chanida Julrattanamanee · Savitree Amitrapai · Nessara Somsri |